# Alubijid
Alubijid (Bayan ng Alubijid) är en kommun i Filippinerna. Kommunen ligger på ön Mindanao, och tillhör provinsen Misamis Oriental. Folkmängden uppgår till 23 397 invånare.

## Barangayer
Alubijid är indelat i 16 barangayer.
| - Baybay - Benigwayan - Calatcat - Lagtang - Lanao - Loguilo - Lourdes - Lumbo | - Molocboloc - Poblacion - Sampatulog - Sungay - Talaba - Taparak - Tugasnon - Tula |